# Mauro Arambarri
Mauro Wilney Arambarri Rosa (ur. 30 września 1995 w Salto) – urugwajski piłkarz grający na pozycji środkowego pomocnika. Obecnie jest zawodnikiem Getafe CF.

## Kariera klubowa
Od 2010 szkolił się w szkółce piłkarskiej Defensor Sporting. W 2013 zadebiutował w drużynie zawodowej Defensor Sporting na szczeblu 1 Liga.
31 stycznia 2016 roku  podpisał kontrakt z Girondins Bordeaux.
| Sezon   | Klub               | Kraj      | Rozgrywki        | Mecze | Bramki | Rozgrywki Europy | Mecze | Bramki |
| ------- | ------------------ | --------- | ---------------- | ----- | ------ | ---------------- | ----- | ------ |
| 2013/14 | Defensor Sporting  | Urugwaj   | 1 Liga           | 12    | 0      | –                | –     | –      |
| 2014/15 | Defensor Sporting  | Urugwaj   | 1 Liga           | 19    | 1      | –                | –     | –      |
| 2015/16 | Defensor Sporting  | Urugwaj   | 1 Liga           | 13    | 0      | –                | –     | –      |
| 2015/16 | Girondins Bordeaux | Francja   | Ligue 1          | 5     | 0      | Liga Europy UEFA | 0     | 0      |
| 2016/17 | Girondins Bordeaux | Francja   | Ligue 1          | 4     | 0      | –                | –     | –      |
| 2017/18 | Girondins Bordeaux | Francja   | Ligue 1          | 0     | 0      | Liga Europy UEFA | 1     | 0      |
| 2017/18 | Boston River       | Urugwaj   | 1 Liga           | 0     | 0      | –                | –     | –      |
| 2017/18 | Getafe CF          | Hiszpania | Primera División | 27    | 1      | –                | –     | –      |
| 2018/19 | Getafe CF          | Hiszpania | Primera División | 33    | 1      | –                | –     | –      |

Stan na: 3 czerwca 2019 r.

## Kariera reprezentacyjna
W 2014 Arambarri grał w Urugwaj U-20.